# Castelfranco in Miscano
Castelfranco in Miscano là một đô thị ở tỉnh Benevento trong vùng Campania, có vị trí khoảng 90 km về phía đông bắc của Napoli và khoảng 30 km về phía đông bắc của Benevento. Tại thời điểm ngày 31 tháng 12 năm 2004, đô thị này có dân số 1.043 người và diện tích là 43,1 km².
Castelfranco in Miscano giáp các đô thị: Ariano Irpino, Faeto, Ginestra degli Schiavoni, Greci, Montecalvo Irpino, Montefalcone di Val Fortore, Roseto Valfortore.